# Calliopum caucasicum
Calliopum caucasicum är en tvåvingeart som beskrevs av Shatalkin 1996. Calliopum caucasicum ingår i släktet Calliopum och familjen lövflugor. Inga underarter finns listade i Catalogue of Life.